# 笈ヶ岳
笈ヶ岳（おいずるがたけ）は、石川県、富山県、岐阜県の3県にまたがる標高1,841 mの山。白山国立公園内の両白山地北側に位置し、日本二百名山およびぎふ百山に選定されている。

## 解説
両白山地の主稜線北部に位置する痩せ尾根上のピークで、両白山地北部で最も標高が高い山である。山頂には、三等三角点（点名は「笈岳」）が設置されている。藪山であり登山道が存在しないため、無雪期の登山は困難で、積雪期の限られた期間に登られることが多い。

## 山名の由来
西側から見ると、笈（旅の僧や修験者などが荷物を入れる箱）を背負った修験者に似た山容であることが由来。
古くは、笈摺岳、笈劔岳（江戸時代の越中国絵図類にあるとする）、笈釣山、剣岳、老鶴山などと記されていた。

## 歴史
泰澄上人が開いたといわれる。
- 1905年（明治38年）9月 - 陸地測量部が三角点を設置した際に経塚を発見、そこから経筒・仏像・鏡・短刀・鏃など多数が出土した。経筒の一つに「永正十五」（1518年）の年号が記され、「武州太田庄光■寺住僧実栄」「大聖寺住僧■■坊」などの銘が刻まれていた[4]。このことから、修験道の対象とされていた。
- 1962年（昭和37年）11月12日 - 国定公園から昇格した白山国立公園の特別保護地区に指定[7]。
- 1968年（昭和43年）5月 - 深田久弥が『日本百名山』執筆後に、日本山岳会のサポートを受けて中宮温泉から登頂[8]。

## 登山道
登山道はなく、春先に残雪を利用して、以下のコースで登られることが一般的。
- 石川県白山市の北陸電力中宮発電所付近から山毛欅尾山（ぶなおやま）・冬瓜平（かもうりだいら）・シリタカ山を経由するコース
  - 時季によっては白山自然保護センター駐車場から冬瓜山を経由し上記に合流するコースも利用できる[3]。駐車場は夜間閉鎖の場合あり。その場合は1 km手前のレストハウス駐車場を利用する。
- 白山白川郷ホワイトロード三方岩駐車場から県境沿いのコース[3]
- 大笠山から県境沿いのコース（廃道化している）[9]

## 地理

### 周辺の山

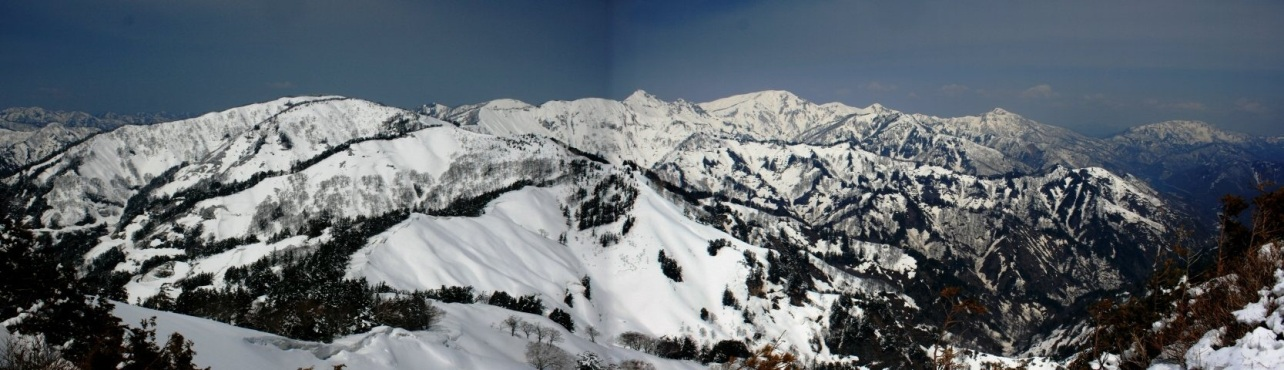
三方岩岳から望む笈ヶ岳周辺の山

山頂の南には「小笈」と呼ばれる小ピークがある。すぐ北側には、少し標高が低い大笠山（日本三百名山）が対峙しており、その間にジャンダルム様の宝剣岳 (1,741 m) と錫杖岳の岩峰がある。北西側には千丈平という広い平坦地がある。南西方向へは冬瓜山や山毛欅尾山へと枝尾根が延びる。
| 山容 | 名称     | 標高 (m) | 三角点 等級 | 笈ヶ岳との 距離 (km) | 備考           |
| ---- | -------- | -------- | ----------- | -------------------- | -------------- |
|      | 人形山   | 1,726    |             | 14.4                 | 日本三百名山   |
|      | 前笈ヶ岳 | 1,522.06 | 三等        | 2.5                  | フカバラノ尾根 |
|      | 大笠山   | 1,821.84 | 一等        | 2.4                  | 日本三百名山   |
|      | 笈ヶ岳   | 1,841.35 | 三等        | 0                    | 日本二百名山   |
|      | 三方岩岳 | 1,736    |             | 6.5                  | 日本三百名山   |
|      | 白山     | 2,702.17 | 一等        | 16.0                 | 日本百名山     |

### 源流の河川
当山を源流とする主な河川は以下の通り。いずれも日本海へ流れる。
- 境川（庄川の支流）
- 雄谷、蛇谷（尾添川の支流）

## ギャラリー

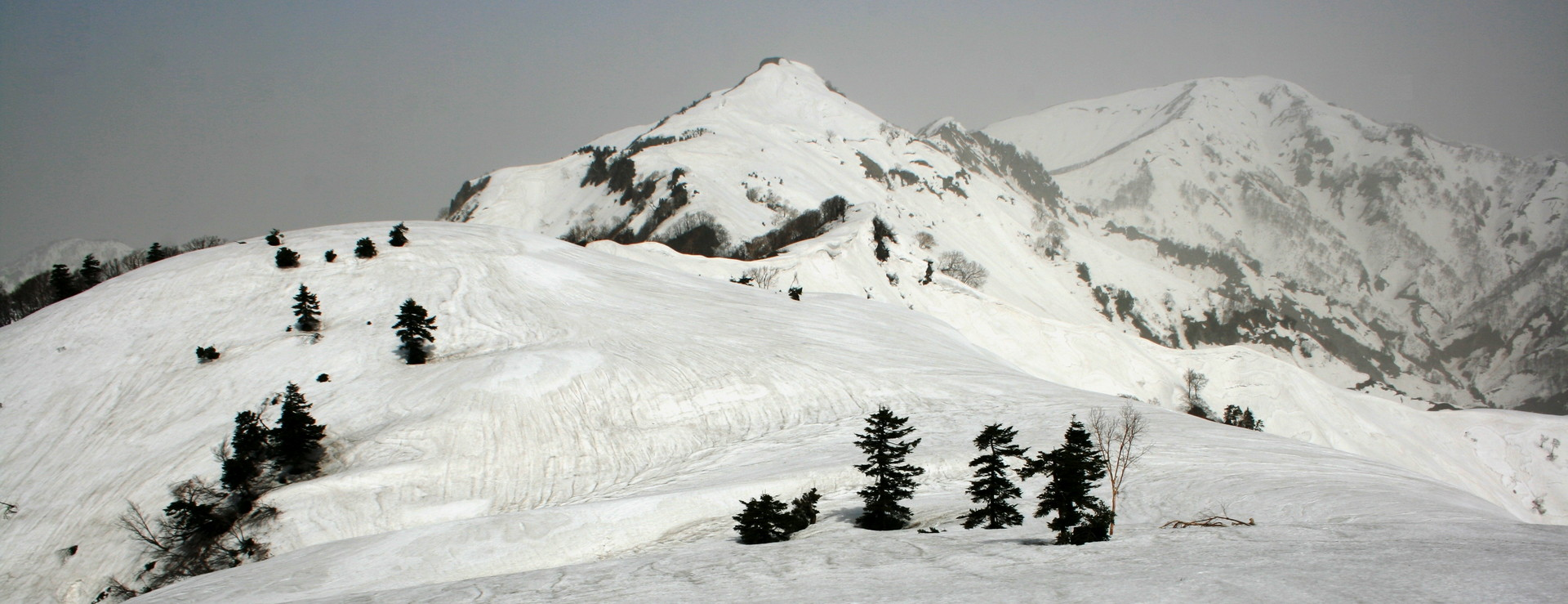
仙人窟岳から望む笈ヶ岳と大笠山
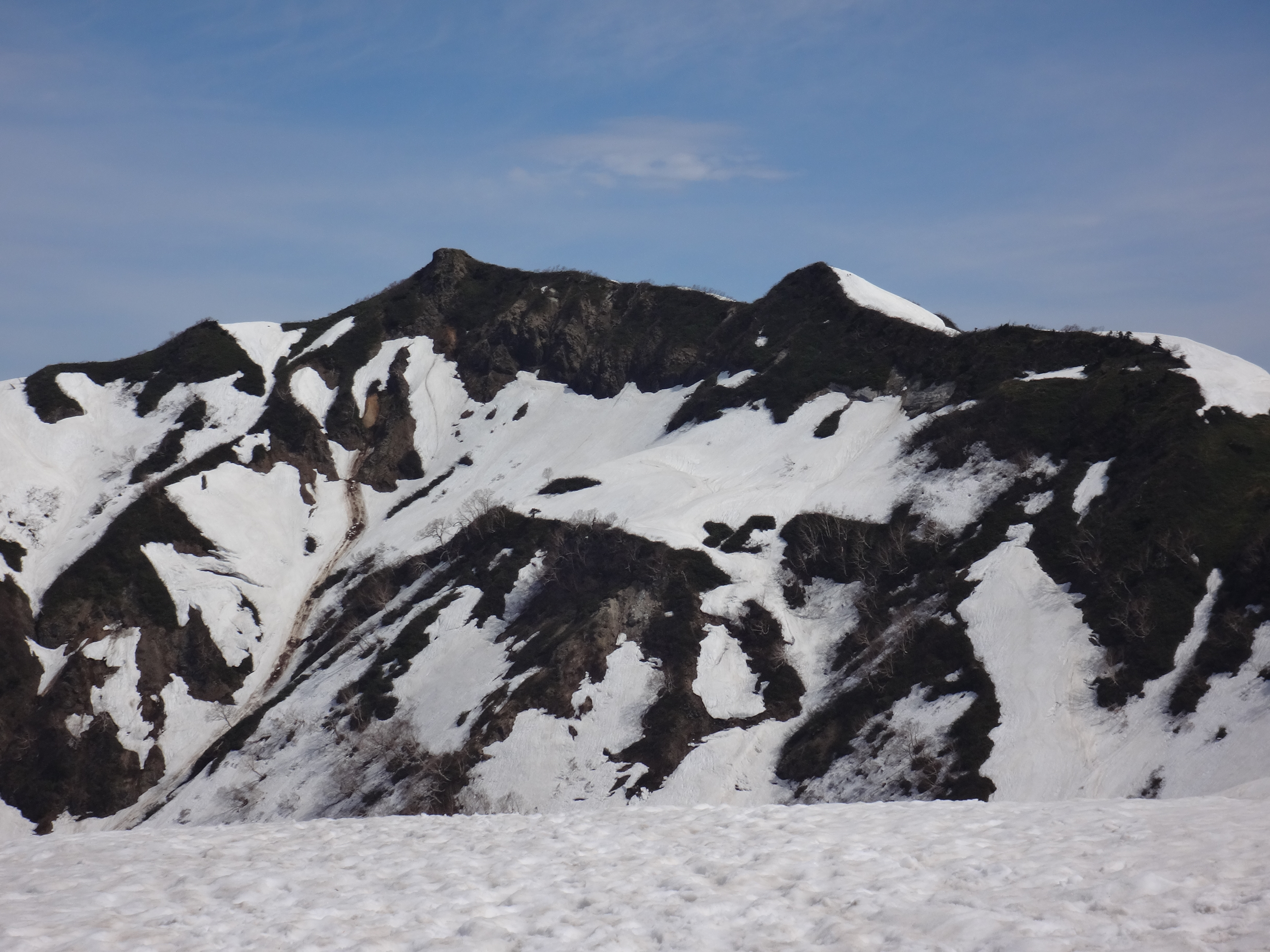
シリタカ山からの笈ヶ岳
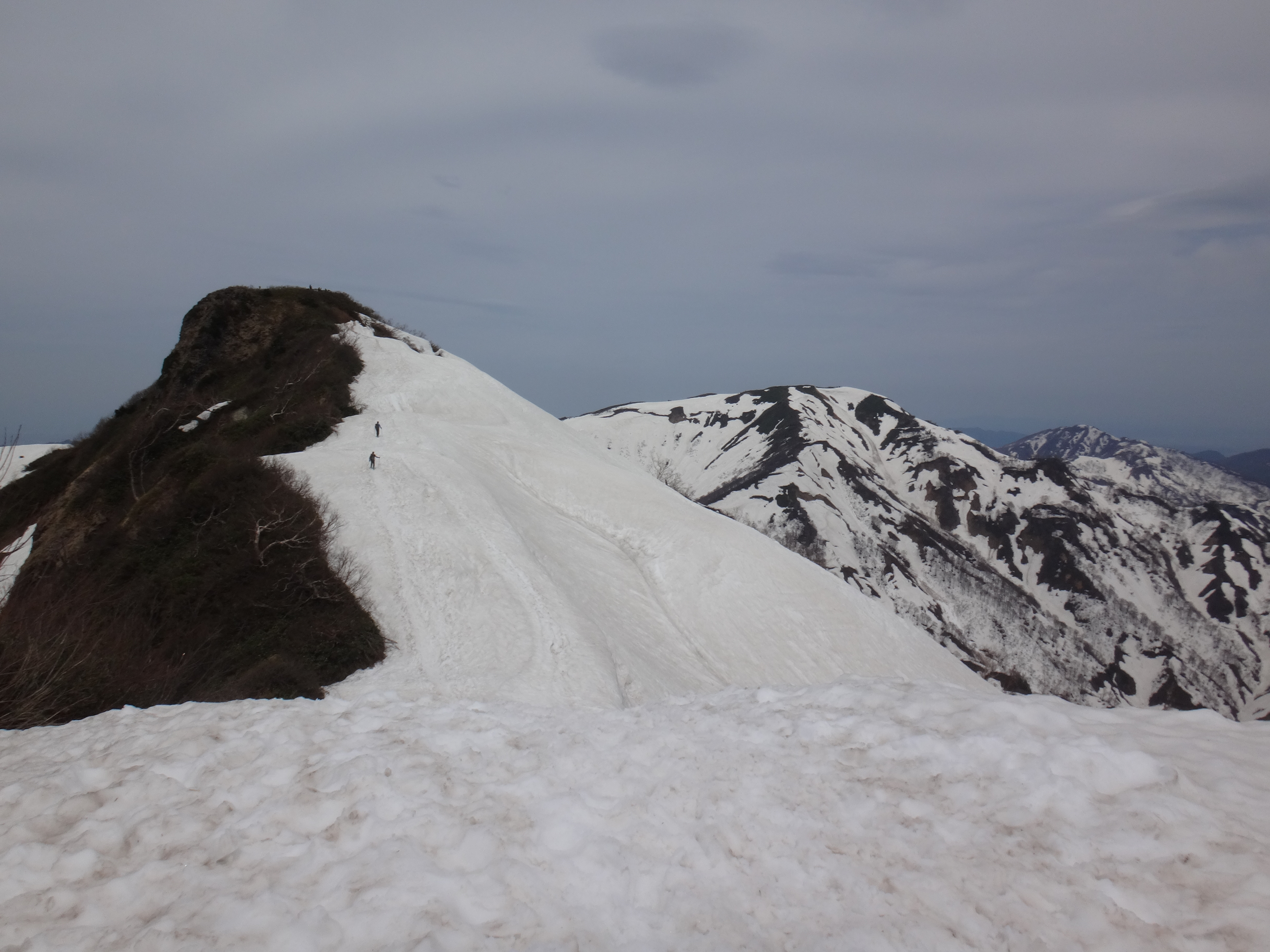
山頂手前（右奥は大笠山）
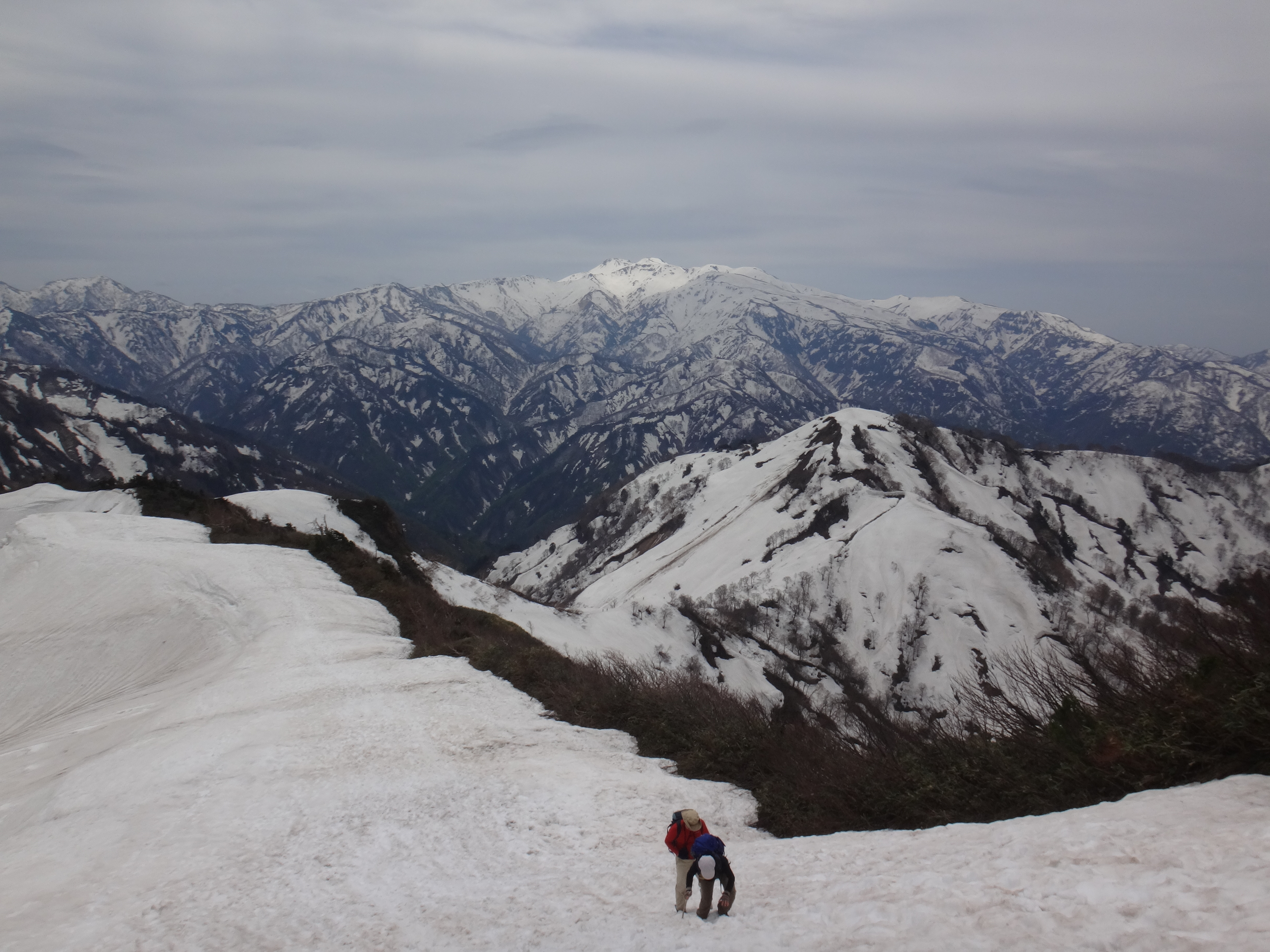
山頂からの白山